# Ӱ́
Cette page contient des caractères spéciaux ou non latins. S’ils s’affichent mal (▯, ?, etc.), consultez la page d’aide Unicode.
Le ou tréma accent aigu (capitale Ӱ́, minuscule ӱ́) est une lettre de l'alphabet cyrillique utilisée en chor et rusyn.

## Utilisations
En rusyn, ‹ Ӱ́, ӱ́ › est utilisé lorsque l’intonation est indiquée avec l’accent aigu sur le ou tréma ‹ Ӱ, ӱ ›.

## Représentation informatique
Le ou tréma accent aigu peut être représenté avec les caractères Unicode suivants :
- composé (cyrillique, diacritiques) :

| formes    | représentations | chaînes de caractères | points de code | descriptions                                                 |
| --------- | --------------- | --------------------- | -------------- | ------------------------------------------------------------ |
| capitale  | Ӱ́               | Ӱ◌́                    | U+04F0 U+0301  | lettre majuscule cyrillique ou tréma diacritique accent aigu |
| minuscule | ӱ́               | ӱ◌́                    | U+04F1 U+0301  | lettre minuscule cyrillique ou tréma diacritique accent aigu |

- décomposé (cyrillique, diacritiques)[1],[2] :

| formes    | représentations | chaînes de caractères | points de code       | descriptions                                                             |
| --------- | --------------- | --------------------- | -------------------- | ------------------------------------------------------------------------ |
| capitale  | Ӱ́               | У◌̈◌́                   | U+0423 U+0308 U+0301 | lettre majuscule cyrillique ou diacritique tréma diacritique accent aigu |
| minuscule | ӱ́               | у◌̈◌́                   | U+0443 U+0308 U+0301 | lettre minuscule cyrillique ou diacritique tréma diacritique accent aigu |